# Rose Chelimo
Rose Chelimo (Nairobi, 12 luglio 1989) è una maratoneta e mezzofondista keniota naturalizzata bahreinita.
Nel suo palmarès vanta una medaglia d'oro nella maratona ai mondiali di Londra 2017.

## Biografia
Il 14 agosto 2016 prende parte alla maratona femminile nei Giochi di Rio de Janeiro 2016, disputatasi nei pressi del Sambodromo di Rio de Janeiro. Termina la competizione in ottava posizione con un tempo di 2h27'36", a circa tre minuti dal podio composto da Jemima Sumgong (2h24'04"), Eunice Kirwa (2h24'13") e Mare Dibaba (2h24'30").

## Progressione

### Mezza maratona
| Stagione | Tempo    | Luogo         | Data       | Rank. Mond. |
| -------- | -------- | ------------- | ---------- | ----------- |
| 2017     | 1h08'37" | Ras al-Khaima | 10-2-2017  | 23ª         |
| 2016     | 1h08'08  | Ras al-Khaima | 12-2-2016  | 24ª         |
| 2015     | 1h08'22" | Lisbona       | 22-3-2015  | 16ª         |
| 2014     | 1h08'40" | Breda         | 5-10-2014  | 19ª         |
| 2012     | 1h10'50" | Zwolle        | 10-6-2012  | 98ª         |
| 2011     | 1h09'45" | Lilla         | 3-9-2011   | 42ª         |
| 2010     | 1h12'48" | Saint-Denis   | 17-10-2010 | 206ª        |

## Palmarès
| Anno                          | Manifestazione    | Sede           | Evento         | Risultato | Prestazione | Note                                     |
| ----------------------------- | ----------------- | -------------- | -------------- | --------- | ----------- | ---------------------------------------- |
| In rappresentanza del Bahrein |                   |                |                |           |             |                                          |
| 2016                          | Giochi olimpici   | Rio de Janeiro | Maratona       | 8ª        | 2h27'36"    |                                          |
| 2017                          | Mondiali di cross | Kampala        | Corsa seniores | 9ª        | 33'01"      |                                          |
| 2017                          | Mondiali          | Londra         | Maratona       | Oro       | 2h27'11"    | Miglior prestazione personale stagionale |
| 2018                          | Giochi asiatici   | Giacarta       | Maratona       | Oro       | 2h34'51"    |                                          |
| 2019                          | Mondiali          | Doha           | Maratona       | Argento   | 2h33'46"    |                                          |
| 2023                          | Mondiali          | Budapest       | Maratona       | dnf       | dnf         |                                          |
| 2024                          | Giochi olimpici   | Parigi         | Maratona       | 43ª       | 2h32'08"    |                                          |

## Altre competizioni internazionali
2016
- Oro alla Maratona di Seul ( Seul) - 2h24'14"

2017
- Argento alla Maratona di Boston ( Boston) - 2h22'51"

2018
- 6ª alla Maratona di Londra ( Londra) - 2h26'03"

2019
- 9ª alla Maratona di Tokyo ( Tokyo) - 2h30'35"

2022
- 5ª alla Maratona di Amsterdam ( Amsterdam) - 2h23'12"